# Архангельське (Кизилжарський район)
Арха́нгельське (каз. Архангел) — село у складі Кизилжарського району Північноказахстанської області Казахстану. Адміністративний центр Архангельського сільського округу.
Населення — 845 осіб (2021; 936 у 2009, 1364 у 1999, 1378 у 1989).
Національний склад станом на 1989 рік:
- росіяни — 49 %
- казахи — 29 %.